# Савісалонсаарі
Савісалонса́рі (рос. Сависалонсари, карел. Savisalonsaari) — невеликий острів у Ладозькому озері. Належить до групи Західних Ладозьких шхер. Територіально належить до Лахденпохського району Карелії, Росія.
Довжина 1,5 км, ширина 0,9 км.
Острів розташований на схід від півострова Калксало та на південь від острова Кярпясенсарі. Витягнутий із північного заходу на південний схід. Найвища точка — 69 м в центрі. Весь вкритий лісами.